# Planica
Planica est une vallée alpine du nord-ouest de la Slovénie, qui s'étend au sud de la frontière depuis la ville de Rateče, située non loin de la fameuse station de sports d'hiver de Kranjska Gora. Plus au sud de la vallée se trouve le parc national de Triglav, célèbre pour ses promenades.

## Planica et ses tremplins

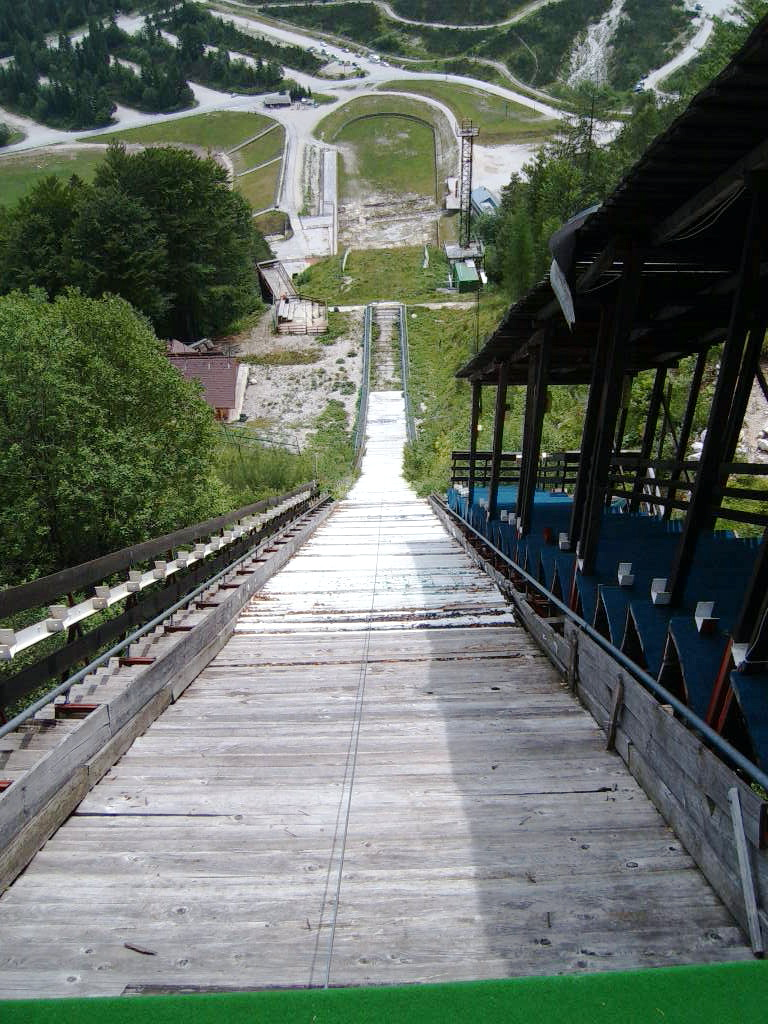
Le tremplin de saut à ski de Planica

La vallée est célèbre aussi pour accueillir des compétitions internationales de saut à ski et de vol à ski. Son premier tremplin fut construit avant 1930 sur le une pente de la montagne Ponca. En 1934, Stanko Bloudek construit un grand tremplin, appelée le Mammoth Hill. Le premier saut au-delà des 100 mètres fut réalisé ici en 1936 par l'autrichien Sepp Bradl. Il y a également le plus grand tremplin du monde dans la vallée appelé the mother of all jumping hills.
En 1969, un nouveau K-185 (distance de référence comparable, 185 mètres), le Letalnica, fut construit par Lado et Janez Gorisek. Depuis 1986, quand Matti Nykanen atteignit la distance de 191 mètres, la plupart des nombreux records de la discipline (une trentaine environ) ont lieu à Planica que sur n'importe quel autre tremplin. En 1994, le finlandais Toni Nieminen est le premier sauteur à dépasser les 200 mètres, et le dernier record enregistré (239 mètres) a été réalisé par le norvégien Bjørn Einar Romøren en 2005.
Les infrastructures du tremplin furent jugées désuètes en 2001, en effet le vieux tremplin de Bloudek s'affaisse mais ne fut pas reconstruit à cause de problèmes administratifs. Néanmoins, la Fédération internationale de ski continue d'autoriser les compétitions sur ce tremplin dans l'attente d'un futur centre des sports d'hiver (en projet).
C'est à Planica qu'eut lieu, le 16 décembre 1990, la toute première épreuve de la coupe du monde B de combiné nordique. Elle fut remportée par l'Allemand de l'Ouest Thomas Dufter.

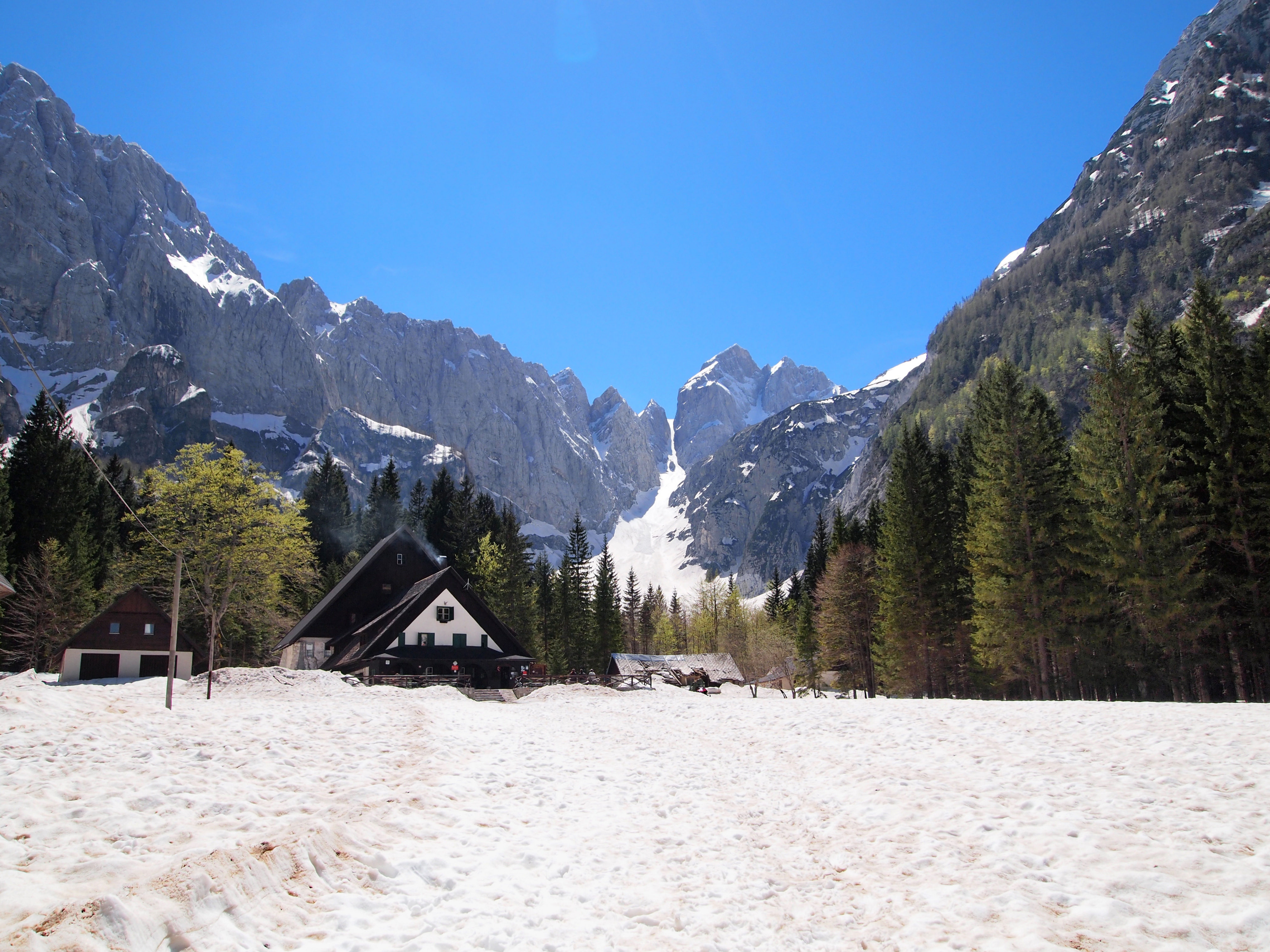
Tamar